# Biblia Pauperum
Biblia pauperum (Biblia ubogich) w terminologii naukowej księgoznawstwa i historii sztuki odnosi się do dwóch różnych typów ksiąg późnośredniowiecznych:
1. Rękopiśmiennej księgi zawierającej wyciąg z Pisma Świętego, przede wszystkim ze Starego Testamentu, przedstawiający w skrócony i przystępny sposób wydarzenia biblijne. Tego rodzaju książki przeznaczone były dla studentów i niższego kleru. Określenie „ubogi" odnosiło się tu raczej do „duchowego ubóstwa"  czy „prostoty" czytelników, ich niepełnego wykształcenia, niż do ich statusu materialnego. Ten rodzaj ksiąg nie zawierał zwykle żadnych ilustracji[1].

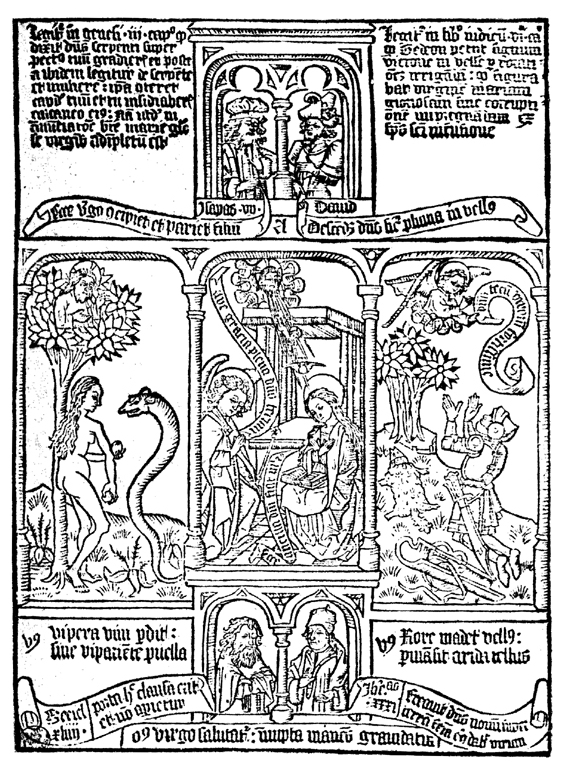
Strona z drzeworytniczej Biblia pauperum z XV wieku. Pośrodku „Zwiastowanie Pańskie”, po lewej „Kuszenie Ewy”, po prawej „Runo Gedeona”

2. Strona z drzeworytniczej Biblia pauperum z XV wieku.  Pośrodku „Zwiastowanie Pańskie”, po lewej „Kuszenie Ewy”, po prawej „Runo Gedeona” W najczęściej używanym obecnie znaczeniu termin Biblia pauperum odnosi się do jednego z rodzajów  ksiąg (obok Speculum Humanae Salvationis, Bible moralisée i Concordantia Caritatis) zawierających typologiczne zestawienia obrazów ze Starego i Nowego Testamentu. Najwcześniejsze rękopiśmienne przykłady pochodzą z ok. połowy XIV wieku, później pojawiają się egzemplarze blokowe i inkunabuły. Typowa  Biblia pauperum zawierała początkowo 36, później do 50 ilustracji. Każda z ilustracji zawiera pośrodku pojedynczą scenę z historii Nowego Testamentu (scena ta to tzw. „antytyp” w terminologii egzegezy biblijnej), umieszczoną między dwiema odpowiadającymi jej symbolicznie scenami ze Starego Testamentu (tzw. typami). Powyżej i poniżej tych scen umieszczone są po dwa wyobrażenia proroków starotestamentowych oraz odpowiednie teksty z ich proroctw odnoszące się do przedstawionych scen[2].
Funkcja tego rodzaju ksiąg nie jest jasna, lecz służyły zapewne zakonnikom pomocą w kontemplacji treści biblijnych lub w zapamiętywaniu związków typologicznych między wydarzeniami Starego i Nowego Testamentu.  
Nazwa Biblia Pauperum dla takich ksiąg nie wywodzi się ze średniowiecza, lecz została im nadana zapewne w czasach nowożytnych przez bibliotekarzy katalogujących zbiory biblioteczne, za przykładem egzemplarza z Wolfenbüttel, na którym ktoś późniejszą ręką dopisał słowa Biblia pauperum. Być może słowo pauperes — „ubodzy” odnosić się tu miało do członków zakonów żebraczych.
|  | Zobacz wiadomość w serwisie Wikinews pt. Nowa wystawa w Muzeum Etnograficznym w Warszawie |

Powszechnie spotykane jest stosowanie określenia Biblia pauperum w odniesieniu do innych średniowiecznych ksiąg ilustrowanych, lub innych dzieł sztuk obrazowych z okresu średniowiecza (malowideł ściennych, tablicowych, rzeźb kościelnych), którym przypisuje się funkcje dydaktyczne, albo też do całości sztuki średniowiecznej, której podstawowym zadaniem miałoby być przekazywanie treści religijnych ludziom nieznającym pisma. Takie pojmowanie słów Biblia pauperum wiąże się jednak z przestarzałymi poglądami na rolę ksiąg w średniowieczu, na dydaktyczne funkcje sztuki średniowiecznej, oraz na średniowieczne metody nauki religii.